# Reiner Luckenbach
Reiner Luckenbach (* 7. Juli 1941 in Wuppertal; † 18. November 2011 in Frankfurt am Main) war ein deutscher Chemiker, der 1978 bis 1996 Vorstand des Beilstein-Instituts und damit Herausgeber von Beilsteins Handbuch der Organischen Chemie war.
Luckenbach studierte Chemie an der Johannes-Gutenberg-Universität Mainz und wurde 1969 promoviert (Über Darstellung, Verhalten und Reaktionen optisch aktiver Phosphorverbindungen sowie über die Bestimmung ihrer optischen Reinheit).  Danach war er bis 1974 wissenschaftlicher Assistent und dann Assistenzprofessor am Institut für Organische Chemie in Mainz. 1974 habilitierte er und wurde Professor in Mainz. 1978 wurde er Vorstand des Beilstein-Instituts.
1995 erhielt er mit Clemens Jochum den Herman Skolnick Award der ACS (Division of Chemical Information).